# كوماندو 2
كوماندو 2 (بالإنجليزية: Commando 2: The Black Money Trail)‏ هو فيلم إثارة وأكشن باللغة الهندية عام 2017 من إخراج ديفين بهوجاني وإنتاج فيبول أمروتلال شاه ودافال جايانتيلال جادا وريلاينس إنترتينمنت. كتب ريتيش شاه سيناريو الفيلم وحواراته، في حين كتب سوريش ناير القصة. الفيلم هو الجزء الثاني من سلسلة أفلام كوماندو ويقوم ببطولته فيديوت جاموال وآدا شارما وإيشا غوبتا وفريدي داروالا وثاكور أنوب سينغ.
بدأت تصوير رئيسي في 17 فبراير 2016. أغاني أُصنعت من قبل مانان شاه وجورو روشين، بينما أُصنف النغمة من قبل براساد ساشت. تم تصوير التصوير من قبل تشيرانتان داس ، بينما تم التعامل مع التحرير من قبل أميتاب شوكلا وسنجاي شرما.
تم إصدار كوماندو 2 في 3 مارس 2017 باللغة الهندية، إلى جانب الإصدارات المدبلجة باللغتين التاميلية والتيلجو. تم إصدار تكملة بعنوان كوماندو 3 في عام 2019 مع إعادة فيديوت جاموال وآداه شارما أدوارهما.

## حبكة
يتم تكليف الكابتن كارانفير "كاران" سينغ دوجرا بمهمة القضاء على الأموال السوداء، التي تم تحويلها إلى البنوك، إلى جانب عصابته. يتوجه كاران برفقة المفتش بهافانا ريدي ومساعد قائد الشرطة باختاوار خان إلى منزل فيكي تشادها، حيث يلتقي بزوجته ماريا. في اليوم التالي، وقع انفجار قنبلة حيث تم إنقاذ فيكي وماريا، ولكن ابنتهما تارا ماتت. لكن ماريا تقتل زوجها وتقول أنها فيكي تشادها. تبدأ لعبة القط والفأر، حيث يتبع كاران وبهافانا وبختاوار فيكي ويهزمون جيشها بما في ذلك مساعد فيكي الرئيسي كيه بي. وعلى الرغم من أن فيكي قامت بتحويل الأموال، إلا أن كاران يكشف لفيكي أنه قام بتغيير التاريخ الذي كان من المقرر أن يتم فيه تحويل الأموال، وأن الأموال قد تم تحويلها بالفعل إلى حساب تم استبداله، مما سيساعد المزارعين الفقراء في الهند. ويقول كاران أيضًا أن هذا كان مخططًا له منذ اليوم الأول نفسه. بعد الكشف، أطلقت بهافانا النار على فيكي، وبالتالي أكملوا مهمتهم. لاحقًا، يتلقى كاران مكالمة هاتفية من رؤسائه ويتم تكليفه بمهمة أخرى.

## طاقم التمثيل
- فيديوت جاموال في دور الكابتن كارانفير "كاران" سينغ دوجرا، بارا إس إف كوماندو
- آدا شارما في دور المفتش بهافنا ريدي
- إيشا غوبتا في دور ماريا تشادا/ فيكي تشادا
- فريدي داروالا في دور ACP بختوار خان
- شيفالي شاه بدور لينا تشودري، وزيرة الداخلية
- كانان أروناتشالام في دور شريناث آير، ضابط السفارة الهندية
- ثاكور أنوب سينغ في دور KP، مساعد فيكي
- عادل حسين في دور أنيروده روي، رئيس كاران
- سهيل نيار في دور ديشانك شودري، ابن لينا شودري
- فانش بهارادواج في دور فيكي تشادا
- ساتيش كوشيك في دور داريوال رانوال
- إيفان سيلفستر رودريجيز في دور كاماث
- سيدهارث خير في دور جيمي خير
- أفيشا شارما في دور تارا
- سوميت جولاتي في دور ظفر حسين
- الأمير رودي في دور "الهامس"
- جيت رايدوت في دور فيناي

## الموسيقى التصويرية
تم تأليف أغاني الفيلم بواسطة مانان شاه وجوروف روشين، في حين تم كتابة الكلمات بواسطة آتيش كاباديا وكومار. تم تأليف الموسيقى الخلفية للفيلم من قبل براساد ساشتي. تم إصدار الموسيقى التصويرية في 13 فبراير 2017 بواسطة تي سيريز. أغنية "هاري كريشنا هاري رام" هي نسخة أعيد إنتاجها من أغنية عنوان فيلم بهول بهولايا لعام 2007 بطولة أكشاي كومار، والتي تم تأليفها في الأصل بواسطة بريتام وكتب كلماتها سمير. تم إعادة إنتاج موسيقى هذه الأغنية بواسطة جوروف-روشين مع كلمات كتبها كومار.
كل الألحان من تأليف بريتام
(أعاد إنشاءه جوروف-روشين).
| #  | عنوان                             | المدة |
| -- | --------------------------------- | ----- |
| 1. | "Hare Krishna Hare Ram"           | 3:30  |
| 2. | "Tere Dil Mein"                   | 3:41  |
| 3. | "Seedha Saadha"                   | 2:58  |
| 4. | "Commando (Title Track)"          | 2:48  |
| 5. | "Tere Dil Mein (Club Mix)"        | 3:17  |
| 6. | "Seedha Saadha (Reprise Version)" | 3:06  |
| 7. | "Commando (English)"              | 2:48  |

## روابط خارجية
- كوماندو 2 على موقع IMDb (الإنجليزية)
- كوماندو 2 على موقع ميتاكريتيك (الإنجليزية)
- كوماندو 2 على موقع روتن توميتوز (الإنجليزية)
- كوماندو 2 على موقع ألو سيني (الفرنسية)
- كوماندو 2 على موقع أول موفي (الإنجليزية)
- كوماندو 2 على موقع فيلمافينيتي (الإسبانية)
- كوماندو 2 على موقع قاعدة بيانات الفيلم (الإنجليزية)
- كوماندو 2 على موقع ليتربوكسد (الإنجليزية)
- كوماندو 2 على موقع كينوبويسك (الروسية)